# Accident ferroviaire de 2013 à Buenos Aires
Pour l'accident ferroviaire de 2012, voir Accident ferroviaire de 2012 à Buenos Aires.
L'accident ferroviaire de 2013 à Buenos Aires désigne un accident de train survenu le 13 juin 2013 à environ 7 h 30 heure locale (10 h 30 GMT) dans la province de Buenos Aires, près de la gare de Castelar à environ 30 km de Buenos Aires, en Argentine. Un train de voyageurs roulant à l'heure de pointe du matin percute un train à l'arrêt qui était vide. Au moins 3 personnes ont été tuées et 315 autres ont été blessées,,,,. Cet accident est survenu sur la ligne Sarmiento entre la gare Once de septiembre et Moreno, la même ligne qui a été le théâtre de l'accident ferroviaire de 2012 à Buenos Aires.